# Bhandara stellata
Bhandara stellata är en insektsart som beskrevs av Victor Antoine Signoret 1853. Bhandara stellata ingår i släktet Bhandara och familjen dvärgstritar. Inga underarter finns listade i Catalogue of Life.